# Fußstapfentheorie
Nach der Fußstapfentheorie übernimmt der Rechtsnachfolger im Rahmen der Gesamtrechtsnachfolge (zum Beispiel: Erbfall) steuerliche Buchwerte, Anschaffungskosten oder Abschreibungsbemessungsgrundlagen des Rechtsvorgängers. Rechtsgrundlage sind insbesondere die (§ 6 Abs. 3 Satz 3 EStG, § 11d EStDV). Eine Anwendung der Fußstapfentheorie auf Verlustvorträge nach § 10d EStG lehnt der BFH seit 2007 ab.
Grundsätzlich ist die Fußstapfentheorie auch im Gesellschaftsrecht, Umwandlungsrecht und Umwandlungssteuerrecht anwendbar.